# Bentley 4.5 Litros
El Bentley 4.5 Litros (también denominado Bentley 4½ Litre o Bentley 4,5 Litre; en ocasiones citado como Bentley 4.4 por su cilindrada) fue un automóvil británico construido por Bentley Motors, que se suministraba como un chasis para ser carrozado a medida por terceros por encargo del comprador. Walter Owen Bentley reemplazó el Bentley 3 Litre por un coche más potente, incrementando su cilindrada hasta 4,4 litros.
En esta época, fabricantes automovilísticos notables como Bugatti y Lorraine-Dietrich se centraron en el diseño de coches para competir en las 24 Horas de Le Mans, una popular prueba de resistencia establecida tan solo unos pocos años antes. Una victoria en esta competición suponía mejorar rápidamente la reputación de cualquier fabricante automovilístico. Bentley, a pesar de que los estilos de las carrocerías de los coches de sus clientes eran mayoritariamente sedanes o convertibles,, siguió la misma senda que le permitiría obtener resonantes triunfos en Le Mans, comprendiendo que la publicidad proporcionada por su programa de competición era inestimable para la promoción de los coches de la marca.
Un total de 720 unidades del modelo 4½ Litre se produjeron entre 1927 y 1931, incluyendo 55 coches con motor sobrealimentado, popularmente conocidos como Blower Bentley. Un Bentley 4½ Litre ganó las 24 Horas de Le Mans en 1928, y aunque su rendimiento competitivo no fue excepcional, logró varios registros de velocidad. Así, el Bentley Blower No.1 Monoposto, estableció en 1932 en Brooklands un registro de 222,03 kilómetros por hora.

## Antecedentes y desarrollo

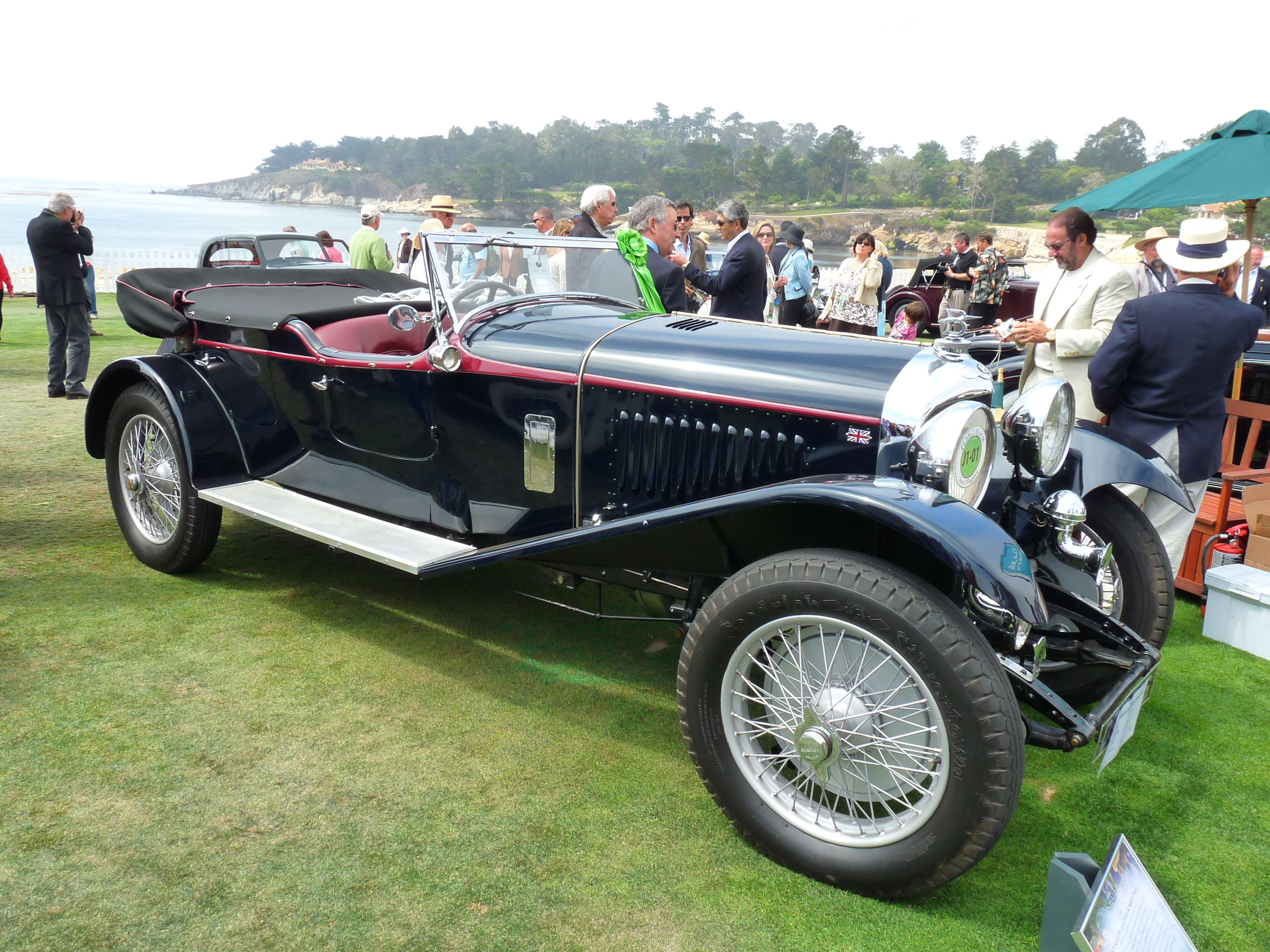
4½ Litre de 1929, con su carrocería original de cuatro asientos Thrupp & Maberly

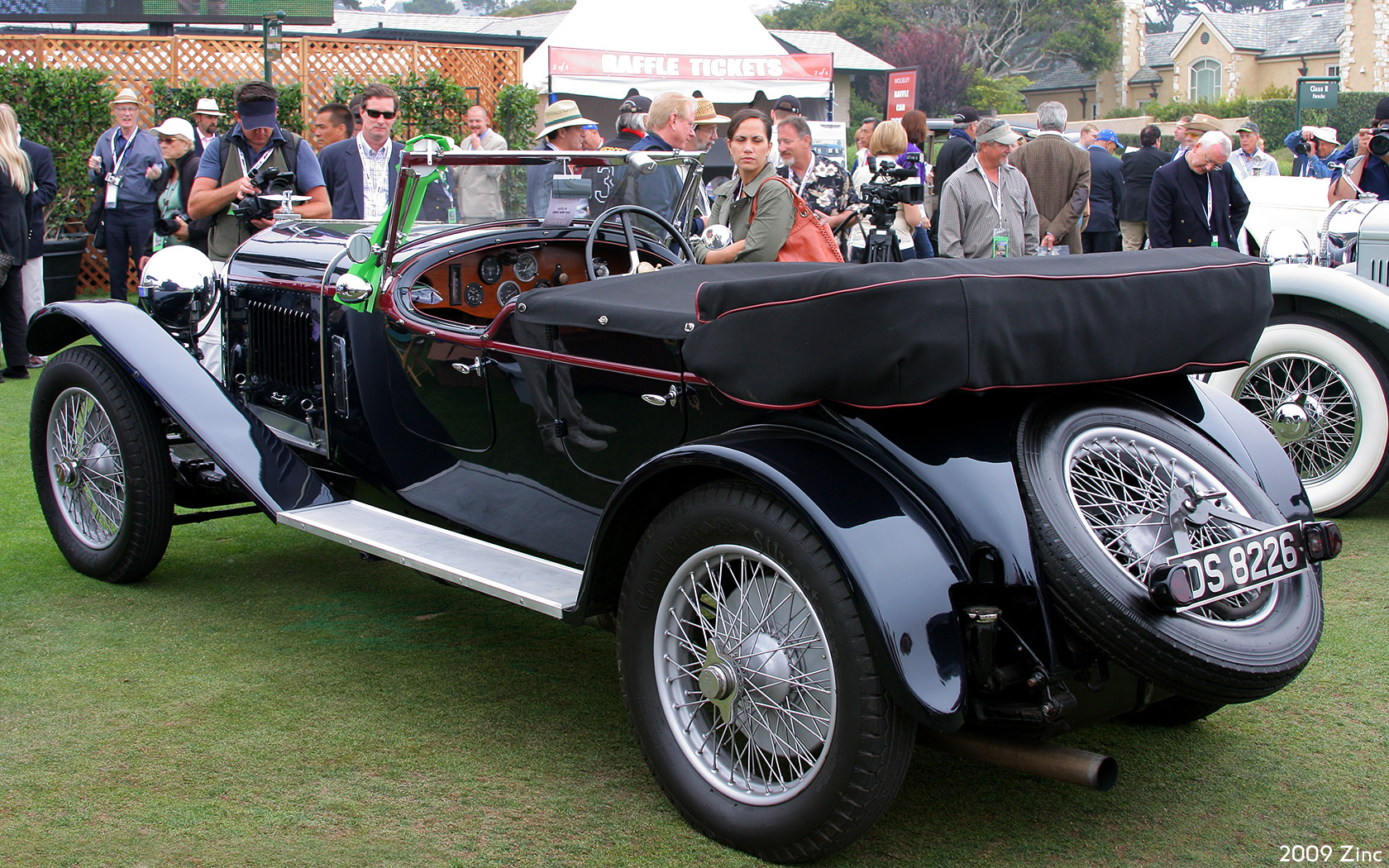
Muy pocos Bentleys antiguos han sobrevivido con su carrocería de cuatro asientos intacta

### Bentley en las 24 Horas de Le Mans
La carrera de resistencia de las 24 Horas de Le Mans se disputa a lo largo de un día completo de competición en el circuito de la Sarthe. La carrera inaugural se celebró entre el 26 y el 27 de mayo de 1923, y atrajo a muchos conductores, mayoritariamente franceses. En la primera edición se inscribieron dos competidores extranjeros: Frank Clement, y el canadiense John Duff, quien ganaría la prueba como particular en 1924 con su coche personal, un Bentley 3 Litre.
"Fabricado con precisión y los mejores materiales", el reciente éxito atrajo la atención sobre los lujosos coches Bentley. Después de dos años infructuosos en la competición, Bentley pactó con un grupo de ricos británicos, "unidos por su amor a la vida despreocupada, los trajes elegantes, y su pasión por la velocidad", para renovar los éxitos deportivos de la marca. Estos hombres, tanto pilotos como mecánicos, más tarde apodados como los "Bentley Boys", condujeron sus Bentley a la victoria en varias carreras entre 1927 y 1931, incluyendo cuatro triunfos consecutivos en las 24 Horas de Le Mans, contribuyendo a forjar la reputación de la marca.
Fue en este contexto cuando, en 1927, Bentley desarrolló el Bentley 4½ Litre, partiendo del motor 6½ Litre al que se le eliminaron dos cilindros, reduciendo su cubicaje a 4.4 litros. Por entonces estaban disponibles el 3 Litre y el 6½ Litre, pero el primero había quedado desfasado y su motor era claramente insuficiente, y la imagen del 6½ Litre había sido empañada por un rendimiento de sus neumáticos muy pobre.

### Tim Birkin y el Blower Bentley

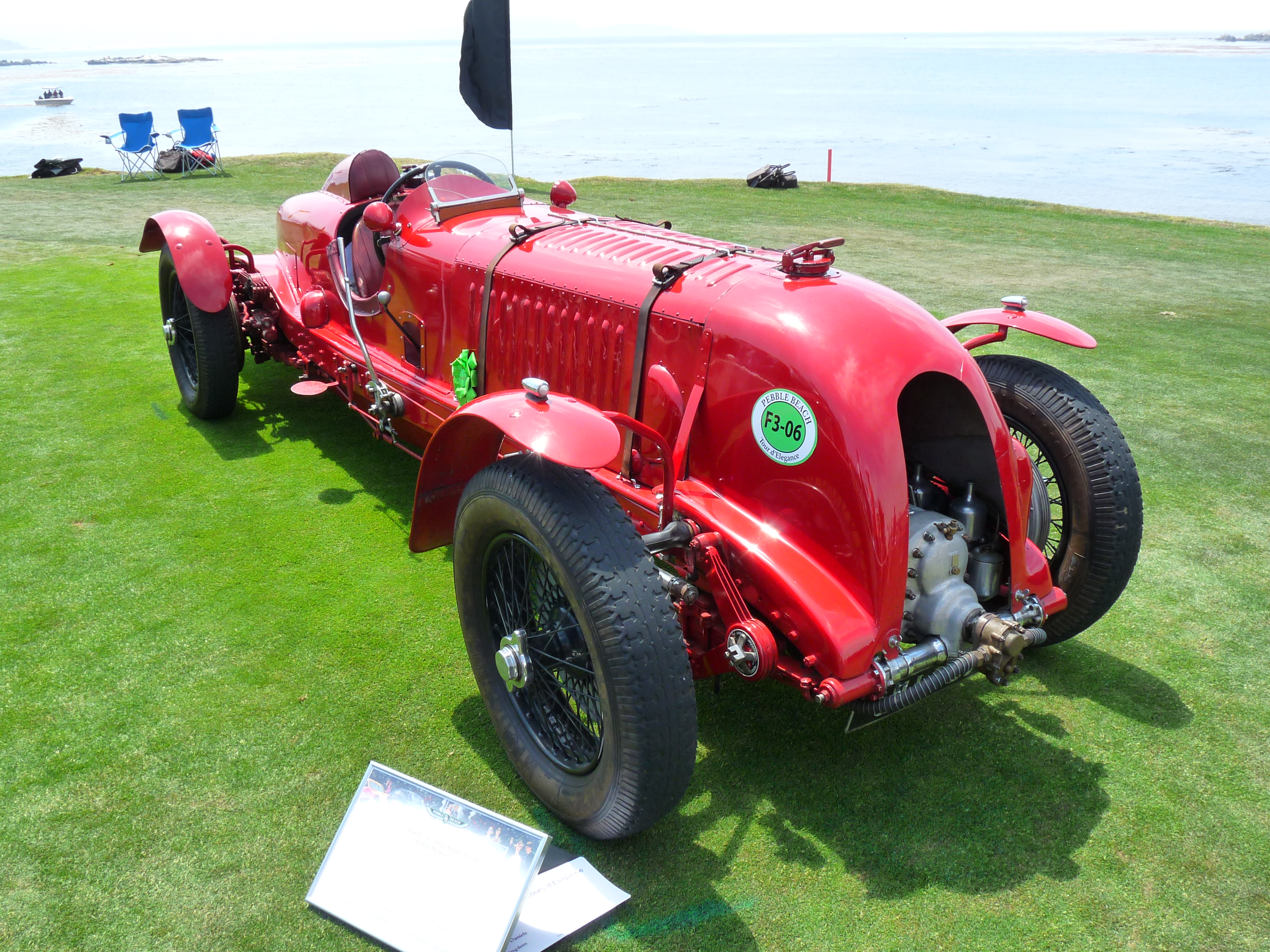
Bentley Blower No.1, de Tim Birkin exhibido en el Concurso de Elegancia de Pebble Beach (2009)

Sir Henry "Tim" Birkin, descrito como "el conductor británico más grande de su época" por W. O. Bentley, era uno de los Bentley Boys. Nunca estuvo estrictamente de acuerdo con la política de Bentley, que afirmaba que aumentar el cubicaje del motor es siempre preferible a utilizar la sobrealimentación. Birkin, asistido por un anterior mecánico de Bentley, decidió producir una serie de cinco unidades sobrealimentadas para competir en las 24 Horas de Le Mans; de hecho, Mercedes-Benz venía utilizando con éxito la alimentación forzada desde hacía varios años.
Esto supuso el nacimiento del Blower Bentley 4½ litre. El primer Bentley sobrealimentado había sido el 3 Litre FR5189, adaptado en la fábrica de Cricklewood en el invierno de 1926-1927. El Bentley Blower No.1 se presentó oficialmente en 1929 en el Salón Británico Internacional del Motor en el Olympia de Londres. Las 55 unidades se construyeron de acuerdo con el reglamento de las 24 Horas de Le Mans. El acuerdo de Birkin para la fabricación de los coches sobrealimentados recibió la aprobación del presidente y accionista mayoritario de Bentley, Woolf Barnato y fue financiado por la rica propietaria y entusiasta de los caballos de carreras Dorothy Paget. El desarrollo y la construcción de los Bentley sobrealimentados se realizó en un taller de Welwyn a cargo de Amherst Villiers, quien también proporcionó los compresores.
W.O. Bentley era contrario a la alimentación forzada y opinaba que "sobrealimentar el motor de un Bentley significaba pervertir su diseño y corromper su rendimiento". Aun así, habiendo perdido el control de la compañía que había fundado (por entonces en manos de Barnato), no pudo impedir que el proyecto de Birkin saliera adelante.

## Especificaciones

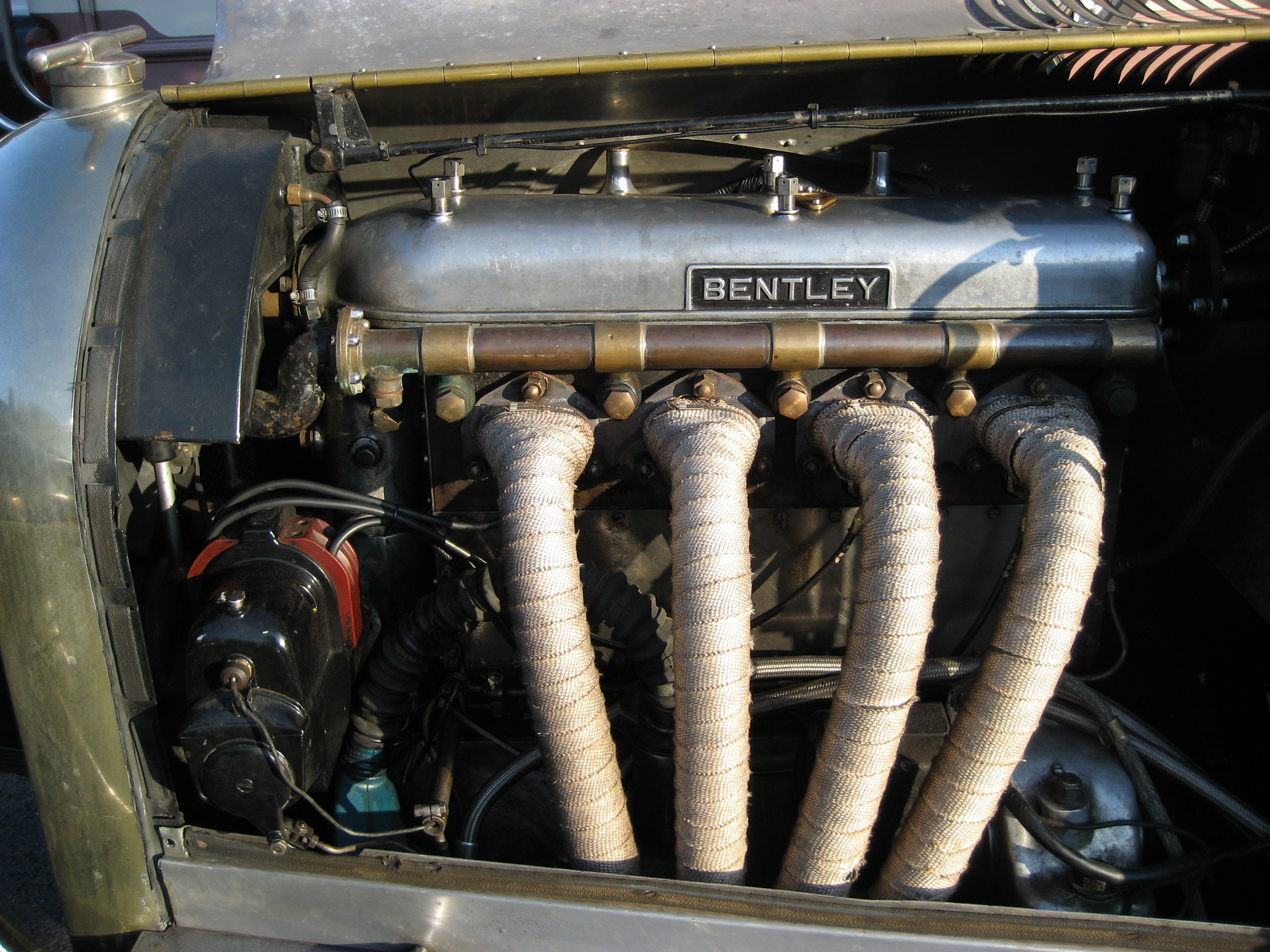
Lado accesible del motor

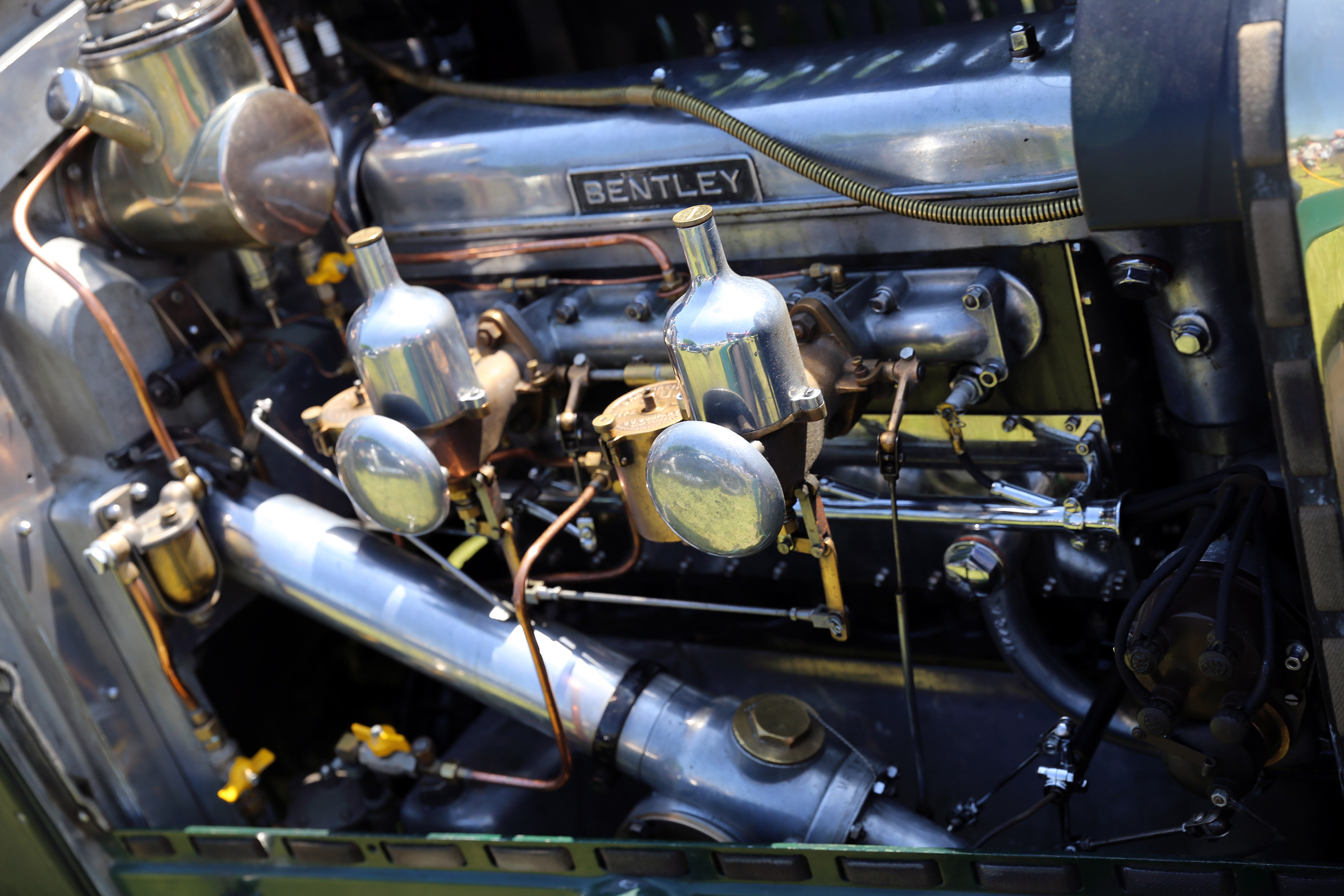
Lado contrario

A pesar de que el Bentley 4½ Litre era pesado (1625 kg) y de grandes dimensiones, con una longitud de 4380 mm y una batalla de 3302 mm, se trataba de un coche bien equilibrado y de dirección ágil. La transmisión manual, aun así, requería cierta habilidad, puesto que sus cuatro marchas no estaban sincronizadas.
La robustez del entramado del chasis del 4½ Litre, fabricado en acero y reforzado con cables, permitía apoyar adecuadamente el pesado bloque de hierro de su motor de cuatro cilindros en línea.
El motor era "decididamente moderno" para su época. El cubicaje era de 4398 cc, con 100 mm de diámetro y 140 mm de carrera. Montaba dos carburadores SU y doble ignición mediante magnetos Bosch. El motor rendía 110 caballos (130 en el modelo de competición). La velocidad de giro del motor estaba limitada a 4000 rpm. Un solo árbol de levas en cabeza, inclinado 30 grados, activaba cuatro válvulas por cilindro. Esto era un diseño técnicamente adelantado, cuando la mayoría de los coches utilizaban todavía solo dos válvulas por cilindro. El árbol de levas era accionado por una serie de engranajes biselados en un fuste vertical delante del motor, como en el caso del 3 Litre.
Los depósitos del Bentley -radiador, aceite y gasolina- tenían tapones de apertura rápida, accionados mediante un solo giro de palanca. Esto permitía reducir el tiempo de las paradas de mantenimiento durante las carreras.
Estos 4½ estaban equipados con un techo de lona extendido sobre una ligera carrocería de tipo Weymann. La estructura de la capota era muy ligera pero con una alta resistencia al viento (las reglas de las 24 Horas Le Mans entre 1924 y 1928 especificaban un cierto número de vueltas en las que la capota tenía que estar cerrada). El volante medía aproximadamente 45 cm de diámetro, y estaba envuelto con una sólida cuerda trenzada para mejorar su agarre.
Los frenos de tambor (de 430 mm de diámetro) eran convencionales, aunque estaban diseñados para mejorar su enfriamiento y eran operados por varillas. Tanto la suspensión delantera como la trasera estaban resueltas mediante ballestas semielípticas.
Cupé de techo rígido carrozado por Harrison (1928):
|  |  |  |

### Blower Bentley

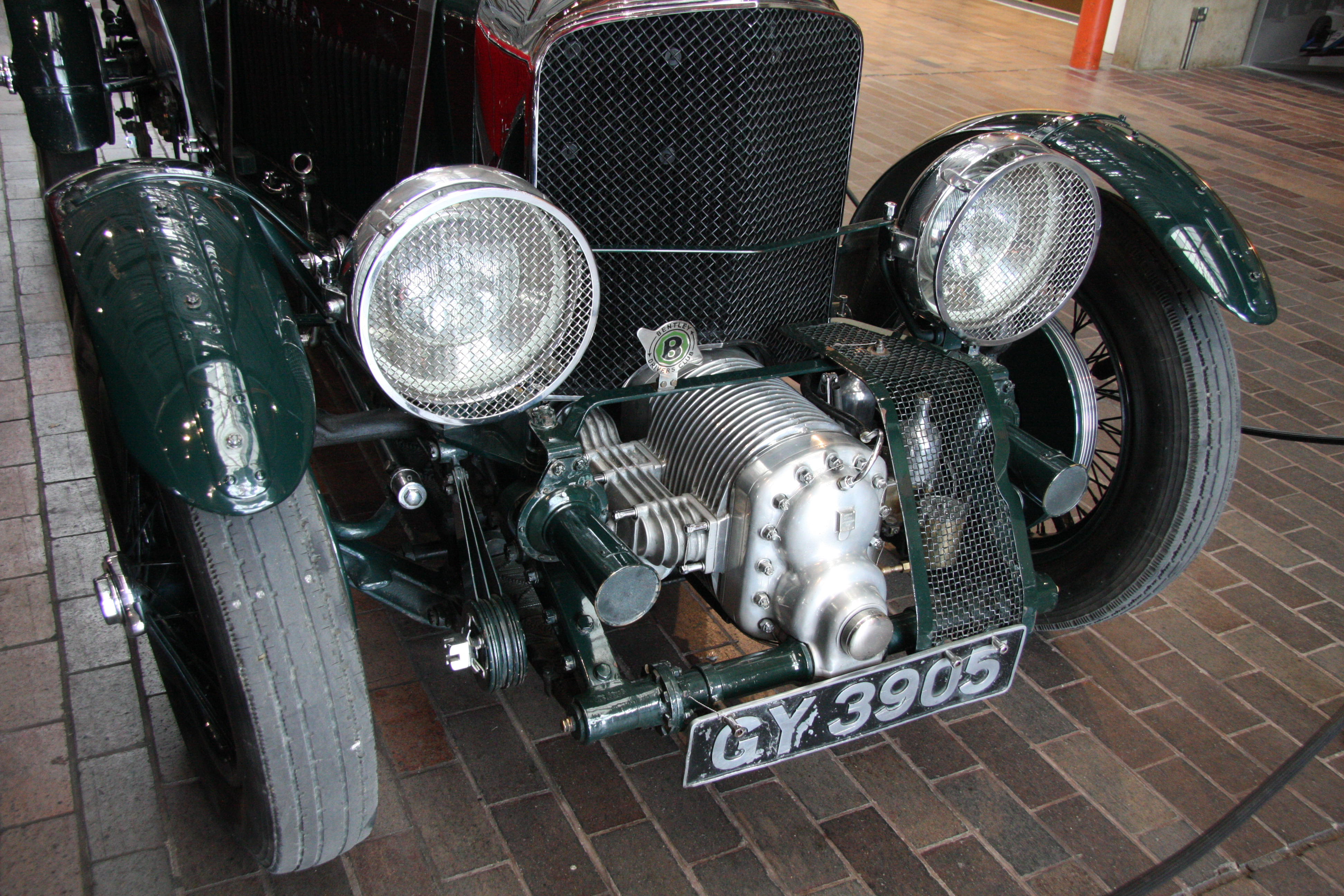
Frente de un "Blower Bentley", mostrando el compresor delante de la rejilla del radiador

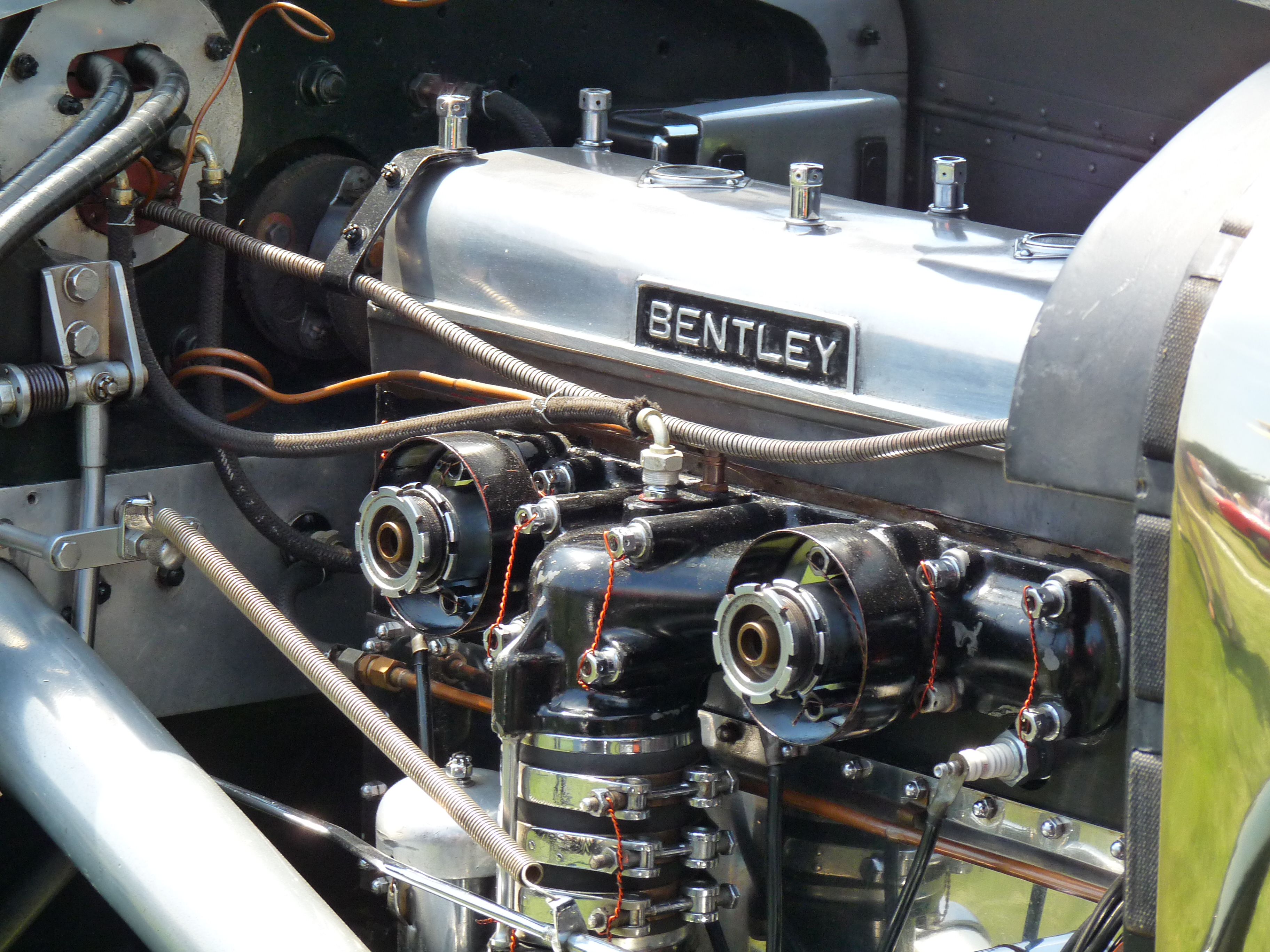
Colector de toma de un "Blower Bentley"

La diferencia esencial entre el Bentley 4½ Litro y el Blower era la adición al motor de este último de un compresor tipo Roots por el ingeniero Amherst Villiers, quien había producido el sobrealimentador rechazado en su momento por W. O. Bentley, que como ingeniero jefe de la compañía que había fundado, se negó a que el motor pudiera ser modificado para incorporarle el compresor. Como resultado de esta negativa, el compresor se colocó al final del cigüeñal, delante del radiador. Esto dio al Blower Bentley un aspecto fácilmente reconocible y también aumentó el carácter subvirador del coche debido al peso adicional añadido delante. Una carcasa protegía los dos carburadores localizados en la toma del compresor. Una protección similar se utilizaba, tanto en el 4½ Litre como en el Blower, reforzando el tanque de combustible en la parte trasera, debido a que una piedra levantada por el vehículo rompió el depósito de gasolina del 3 Litre de Frank Clement y de John Duff durante las primeras 24 Horas de Le Mans, contribuyendo a su derrota.
El cigüeñal, los pistones y el sistema de lubricación eran especiales en el motor del Blower. Rendía 175 caballos a 3500 rpm en el modelo de calle, y 240 caballos a 4200 rpm para la versión de competición, muy superior a la desarrollada por el motor del Bentley 6½ Litre.
4½ Litre sobrealimentado:
|  |  |  |  |

## Rendimiento en competición

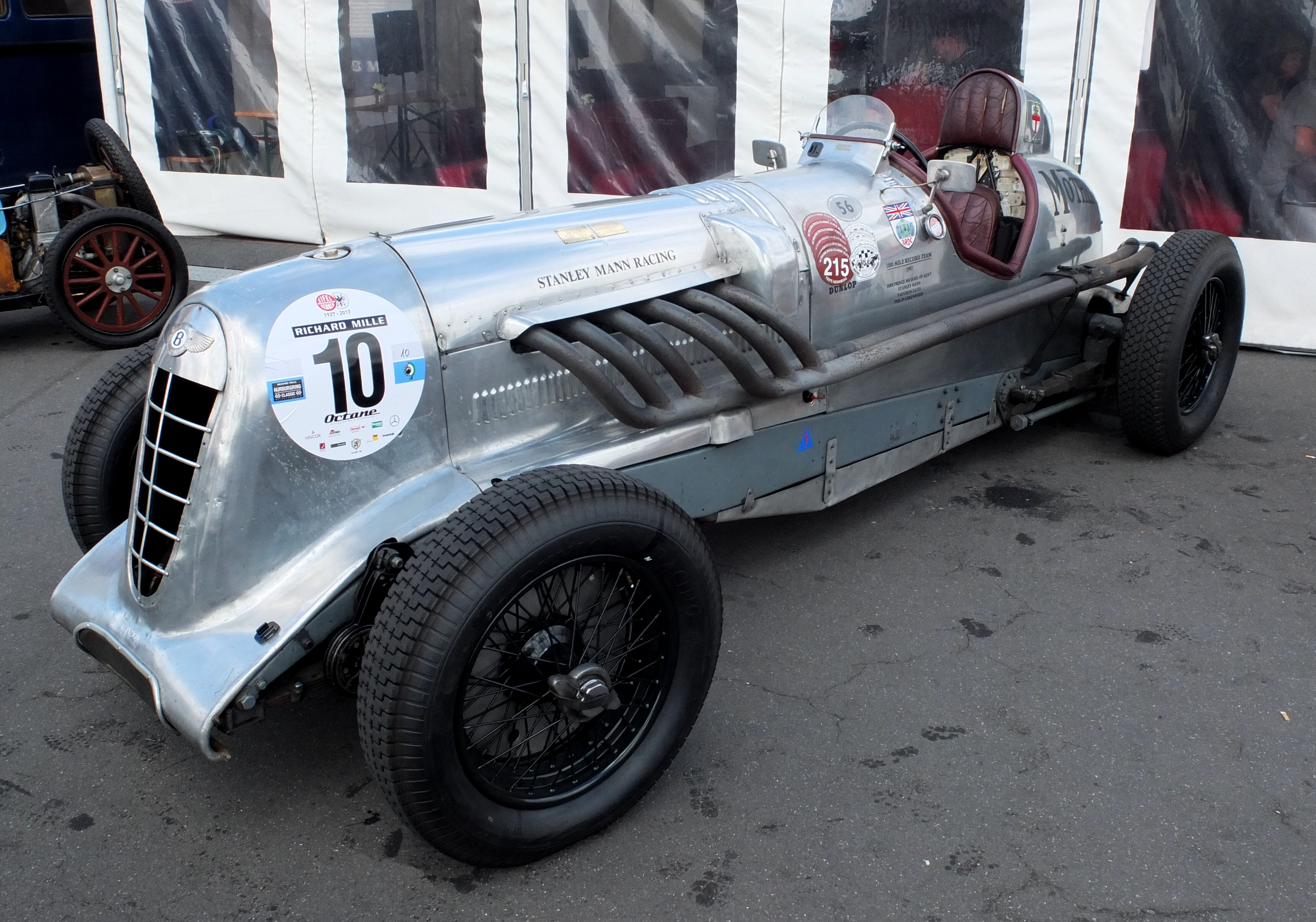
Bentley "Mother Gun" (1927)

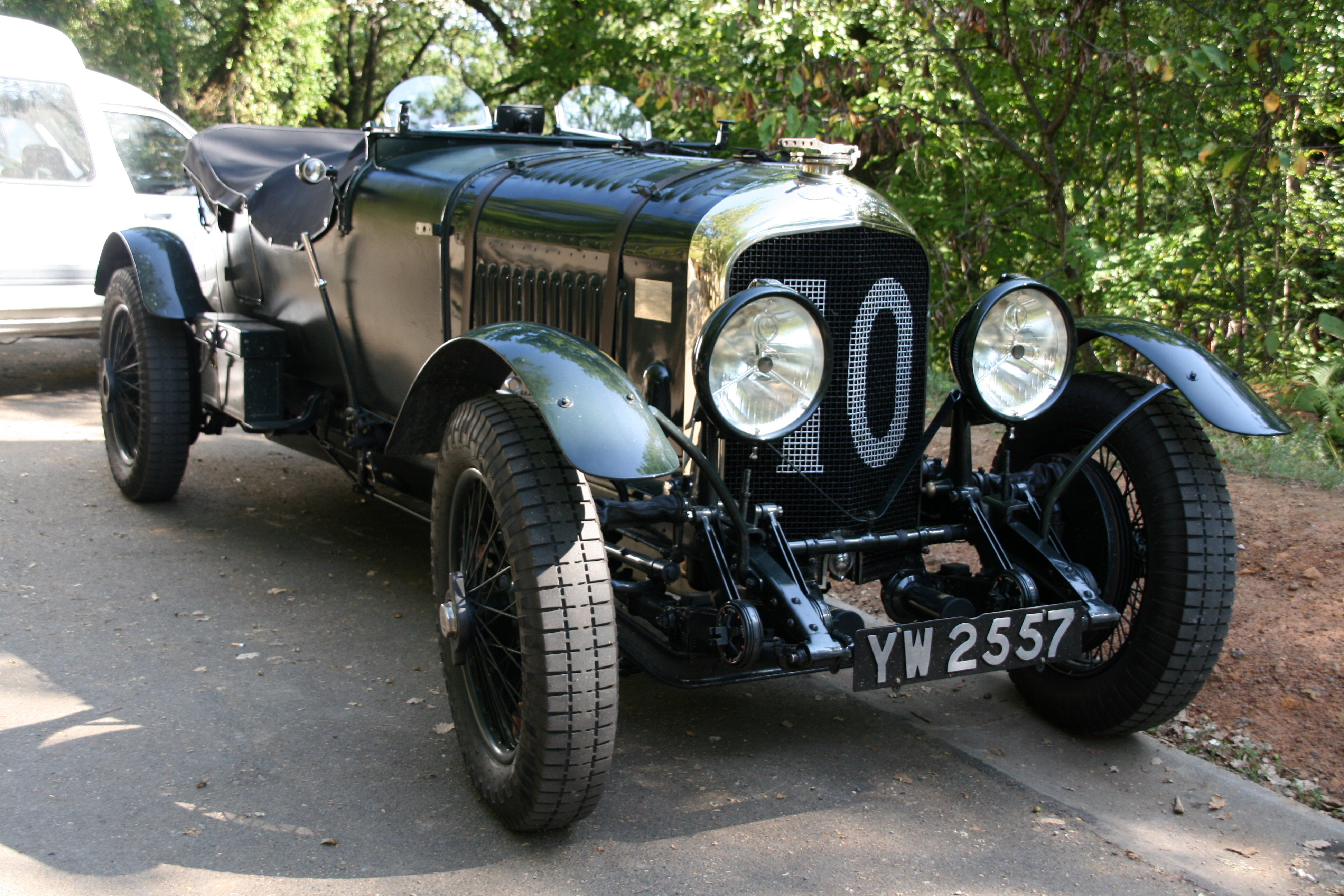
Bentley 4½ Litre Núm.10, tercero en las 24 Horas de Le Mans de 1929

Entre 1927 y 1931 el Bentley 4½ Litre disputó varias competiciones, principalmente las 24 Horas de Le Mans. El primero fue el coche bautizado como Old Mother Gun en las 24 Horas de Le Mans de 1927, concebido como un prototipo antes de pasar a producción. Cuando era el favorito para ganar la carrera, sufrió un accidente y no acabó la prueba. Su rendimiento fue suficientemente satisfactorio como para que Bentley decidiera iniciar su producción, entregando las primeras unidades ese mismo año.
Lejos de ser el más potente en las competiciones, el 4½ Litre de Woolf Barnato y Bernard Rubin, corrió codo con codo contra el Stutz Blackhawk DV16 de Charles Weymann, estableciendo un nuevo récord de velocidad media de 111,12 kilómetros por hora. Tim Birkin y Jean Chassagne acabaron quintos. Al año siguiente, tres 4½ Litre acabaron segundo, tercero, y cuarto, detrás de otro Bentley, un Speed Six, con un motor de dos cilindros más.
El motor del 4½ Litre de alimentación atmosférica fue famoso por su gran fiabilidad. Los modelos sobrealimentados no lo fueron tanto; los dos Blower inscritos en las 24 Horas de Le Mans de 1930 por Dorothy Paget, uno de los cuales era coconducido por Tim Birkin, no completaron la carrera. En 1930, Birkin acabó segundo en el Gran Premio de Francia disputado en el Circuito de Pau-Ville detrás de un Bugatti Type 35. Ettore Bugatti, incomodado por el rendimiento del Bentley, denominó al 4½ Litre como el "camión más rápido del mundo." El Tipo 35 era mucho más ligero, y consumía mucha menos gasolina. Los Blower Bentley llegaban a consumir 4 litros por minuto a máxima velocidad.
A pesar de los bajos registros de fiabilidad de los Blower, Mildred Bruce, una piloto británica, consiguió un récord de distancia recorrida en 24 horas consecutivas en Montlhéry, logrando una velocidad mediana de 143,89 km/h. En 1930, el Daily Herald ofreció un trofeo para el conductor más rápido en una prueba a disputar en Brooklands. El primer año compitieron Tim Birkin y Kaye Don, ganando la prueba este último con una velocidad de 221,41 km/h. En 1932, fue Tim Birkin el que se hizo con el título, al conducir su Blower "Monoposto" de color rojo a 222,03 km/h.
| Año  | Competición              | Posición | Conductores                            | Equipo              | Modelo           |
| ---- | ------------------------ | -------- | -------------------------------------- | ------------------- | ---------------- |
| 1928 | 24 Horas de Le Mans      | 1        | Woolf Barnato Bernard Rubin            | Bentley Motors Ltd. | Bentley 4½ Litre |
| 1929 | 24 Horas de Le Mans      | 2        | Jock Lawson Dunfee Glen Kidston        | Bentley Motors Ltd. | Bentley 4½ Litre |
| 1929 | 24 Horas de Le Mans      | 3        | Dr. Dudley Benjafield André d'Erlanger | Bentley Motors Ltd. | Bentley 4½ Litre |
| 1930 | Gran Premio de Francia   | 2        | Sir Henry (Tim) Birkin                 | Bentley Motors Ltd. | Blower Bentley   |
| 1930 | 500 millas de Brooklands | 2        | Dr. Dudley Benjafield Edward R. Hall   | Bentley Motors Ltd. | Bentley 4½ Litre |

## Final de la producción

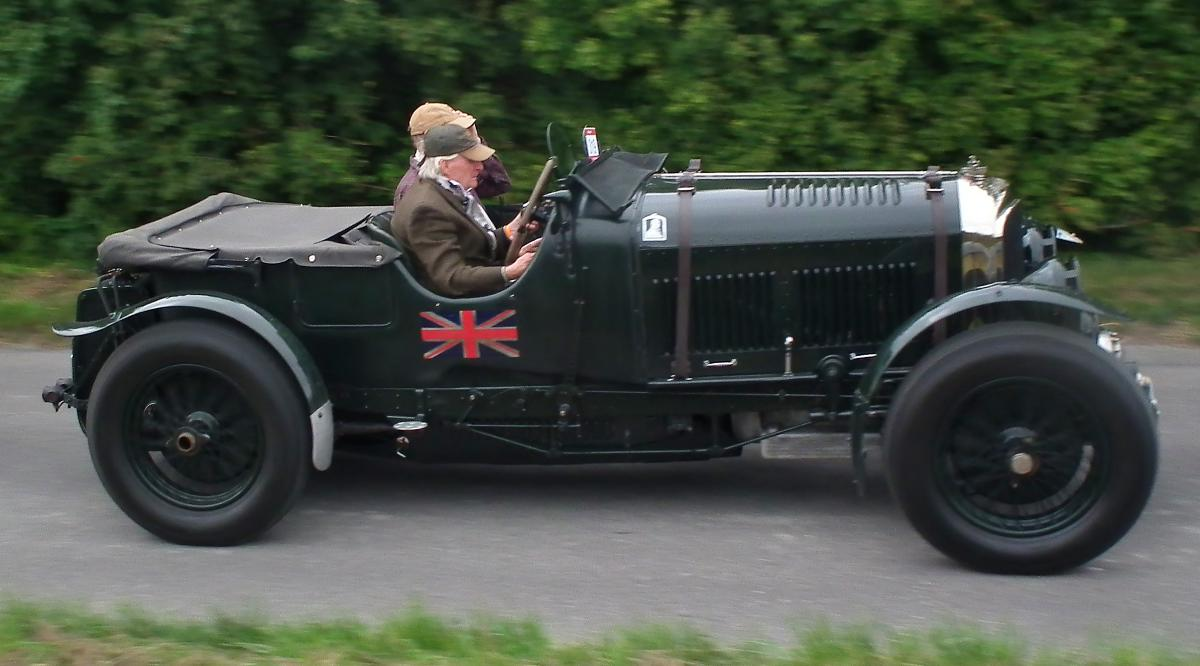
Bentley sobrealimentado GN1767 remontando Kop Hill el 22 de septiembre de 2013

En noviembre de 1931, después de venderse 720 unidades del 4½ Litre (655 con alimentación atmosférica y 55 sobrealimentados) en tres modelos diferentes (tourer, cupé de techo rígido y deportivo de cuatro asientos), Bentley se vio forzado a vender su compañía a Rolls-Royce por 125.175 libras, víctima de la recesión que siguió en Europa al crac bursátil de Wall Street de 1929.

## Estado actual

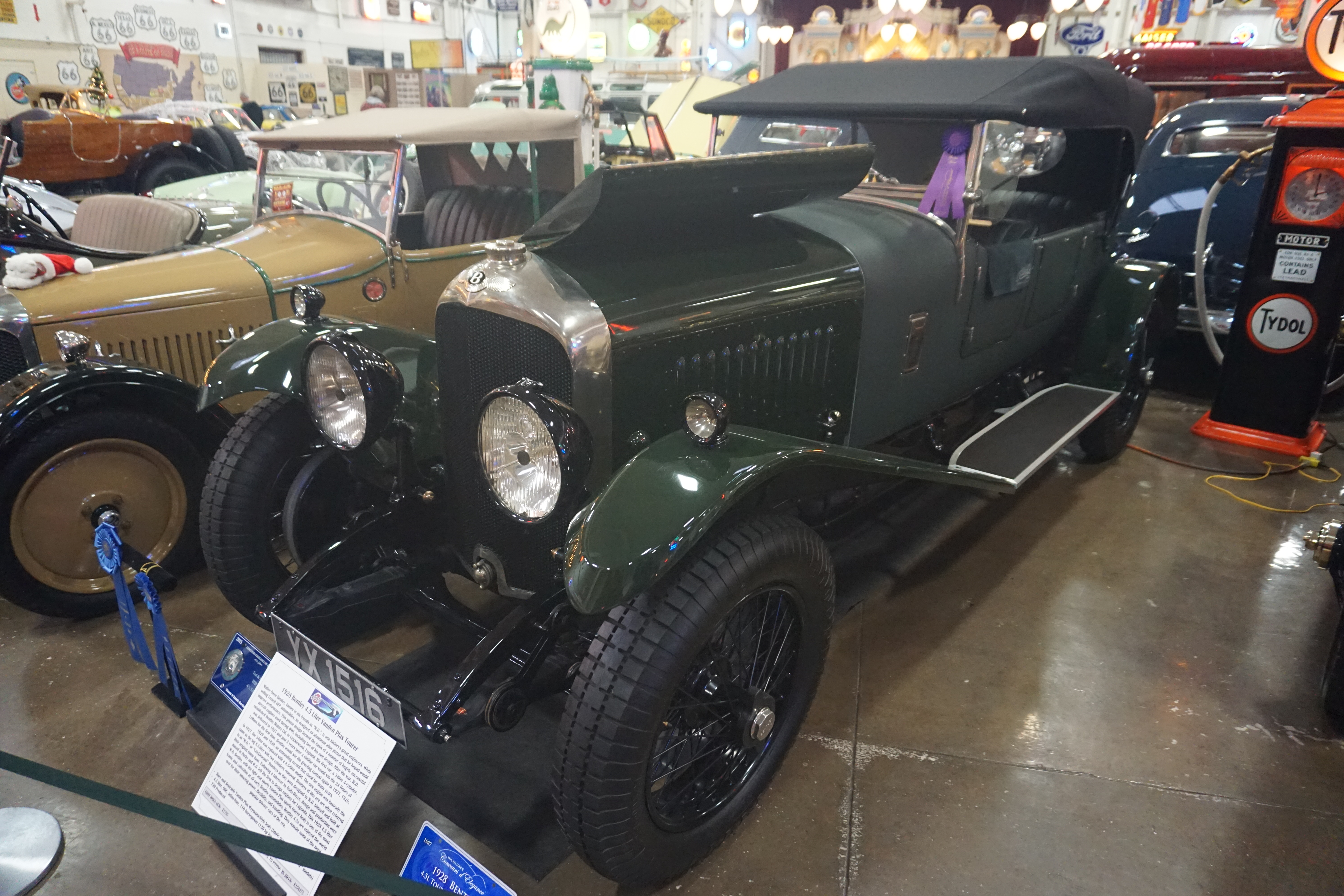
Un Bentley de 4.5 litros Vanden Plas Tourer del año 1928

En la actualidad, los Bentley 4½ Litre del periodo anterior a la Segunda Guerra Mundial, la "Belle Époque" del automóvil para algunos, se venden por alrededor de 100.000 €, y los Blower pueden alcanzar más de 4 millones. El Blower es el modelo de Bentley más icónico del periodo previo a la guerra y es codiciado por los coleccionistas, a pesar de nunca ganó una sola carrera. Para muchos, el 4½ Litre es a los automóviles lo que el Spitfire es a los aviones.
James Bond, el personaje creado por Ian Fleming, conduce un Blower Bentley de 1930 en tres de las novelas del Agente 007: Casino Royale, Vive y deja morir y Moonraker. En los libros, Bond conduce uno de los últimos Blower Bentley construidos, un cupé convertible de color gris acorazado y con faros franceses de la marca Marchal.
Bentley vuelve a producir el Bentley 4½-litre Blower bajo la modalidad de FIA Continuation Series. Se fabrican 12 unidades individualmente bajo la división de coachwork de Bentley, Mulliner. El número de unidades fabricadas es debido a las 12 carreras en las que corrieron los 4 Bowlers originales